# 1339
Cette page concerne l'année 1339  du calendrier julien. Pour l'année 1339 av. J.-C., voir 1339 av. J.-C.
L'année 1339 est une année commune qui commence un vendredi.

## Événements
- 24 janvier : la guerre opposant la seigneurie de Vérone, dirigée par Mastino II della Scala, à une vaste coalition comprenant Venise, Florence, Mantoue, Ferrare, Sienne, Bologne, Pérouse et les États pontificaux, prend fin par la signature d'un traité de paix dans la basilique Saint-Marc à Venise. Cette coalition s'était formée en réaction à l'expansion agressive des Scaligeri, notamment après l'annexion de Lucques en 1335 et la menace sur le monopole vénitien du sel. Le traité, négocié avec la médiation de l'empereur Louis IV du Saint-Empire, impose des conditions sévères à Mastino II. Il perd la majorité de ses conquêtes récentes, ne conservant que Vérone, Vicence, Parme et Lucque. Venise obtient Trévise, Ceneda et Conegliano, renforçant ainsi sa présence sur la terraferma . Florence reçoit plusieurs châteaux forts en Toscane, mais pas la ville de Lucques, ce qui suscite un ressentiment durable envers Venise[1].
- 20 - 21 février: bataille de Parabiago. Luchino Visconti est victorieux de son neveu Lodrisio Visconti[2].
- Février : mort de Udayanadeva, dernier souverain hindou du Cachemire[3]. Shâh Mîr (en)[4] devient roi sous le nom de Shams al-Dîn en épousant sa veuve Kota Rani qui préfère se donner la mort (fin de règne en 1342). Shams al-Dîn adopte le système turc basé sur l’octroi d’iqtâs aux chefs loyalistes, qu’ils soient musulmans ou hindous. Seize autres souverains de sa dynastie lui succèdent de 1342 à 1561.

- 19 mars[5] : la Gueldre, possession de la maison de Nassau, est érigée en duché (Betuwe, Veluwe, Zutphen, Nimègue).
- 12 mai[6] : fondation de l'université de Grenoble.
- 21 juin : le canton de Berne remporte la guerre de Laupen sur les seigneurs féodaux[7].
- 28 juin[8] : traité signé à Séville entre Alphonse IV de Portugal et Alphonse XI de Castille[9].
- 17 août : Luchino Visconti règne sur Milan (fin en 1349)[2]. Il prend Parme, Asti et Locarno.
- 1er septembre : Édouard III rassemble ses forces à Malines puis met le siège devant Cambrai[10].
- 5 septembre : l’Ordre Teutonique est lourdement condamné à l’issue d’un procès conduit par des juges pontificaux, qui l'oblige à resituer à la Pologne plusieurs territoires récemment conquis comme le duché de Pomérélie ou obtenus en donation un siècle auparavant comme le Culmerland[11].
- 23 septembre : Simone Boccanegra est élu premier doge de Gênes (fin en 1344)[12].
- 17 novembre : victoire de la flotte angevine de Robert d'Anjou contre les Aragonais de Sicile à la bataille de Lipari[13]. Il s'empare de l'île.
- 3 décembre : traité entre Édouard III et les insurgés flamands qui le reconnaissent comme roi de France le 6 février 1340[14].

- Règne de Mohammed, khan du Mogholistan[15]. Après son règne, il est difficile de trouver un djaghataïde pour monter sur le trône du Mogholistan. Les seigneurs féodaux du Mogholistan divisé, las des querelles dynastiques, cherchent à faire monter sur le trône un prince gengiskhanide pour parer aux tentatives d’annexion de la Transoxiane.
- Construction de la première bourse de commerce espagnole à Barcelone[16].